# 리튬-6
리튬-6(6Li)은 리튬 동위 원소의 일종으로 안정 동위 원소이다. 원자핵 안에 양성자와 중성자가 각각 3개씩 들어 있다. 자연에서 발견되는 리튬의 약 7.5%가 6Li이며, 나머지 92.5% 정도는 7Li이 차지한다.

## 이용
리튬-6은 아래와 같은 핵반응을 통해 삼중수소(3H)의 합성에 사용되는 원료로 사용된다.
6Li + 1n → 4He + 3H
이때 생성된 삼중수소는 수소폭탄에서 핵융합을 통해 더 큰 위력을 발휘하기 위한 목적으로 사용된다. 그러나 삼중수소는 반감기가 약 12.32년으로 비교적 짧은 시간 안에 붕괴하므로 처음부터 리튬-6을 대량으로 분리하여 중수소화물(6Li2H)을 만든 뒤 핵무기에 넣어 사용하기도 한다. 1954년 3월 11일 행해진 미국의 캐슬 브라보(영어: Castle Bravo) 실험은 이러한 방법을 이용한 것이다.
이러한 용도 이외에도 리튬-6은 핵융합로에서 중성자 흡수재로 사용되기도 한다. 또, 아래 반응식과 같이 헬륨-3의 합성에 사용하는 방법이 고려된 적이 있었지만  반응 단면적이 작아 실용적이지 못했다.
6Li + 1p → 3He + α(=4He)

## 같이 보기
- 삼중수소
- 리튬-7
- 수소폭탄
- 헬륨-3
- 리튬 동위 원소

| 가벼운 핵종 리튬-5 | 리튬의 동위 원소 | 무거운 핵종 리튬-7 |

| 어미핵종: 헬륨-6(β-) | 리튬-6의 붕괴 사슬 | 없음 |